# Municipio de Roscoe (Illinois)
El municipio de Roscoe (en inglés: Roscoe Township) es un municipio ubicado en el condado de Winnebago en el estado estadounidense de Illinois. En el año 2010 tenía una población de 19694 habitantes y una densidad poblacional de 243,18 personas por km².

## Geografía
El municipio de Roscoe se encuentra ubicado en las coordenadas 42°26′57″N 88°59′31″O / 42.44917, -88.99194. Según la Oficina del Censo de los Estados Unidos, el municipio tiene una superficie total de 80.99 km², de la cual 79.48 km² corresponden a tierra firme y (1.86%) 1.51 km² es agua.

## Demografía
Según el censo de 2010, había 19694 personas residiendo en el municipio de Roscoe. La densidad de población era de 243,18 hab./km². De los 19694 habitantes, el municipio de Roscoe estaba compuesto por el 93.4% blancos, el 1.81% eran afroamericanos, el 0.16% eran amerindios, el 1.83% eran asiáticos, el 0.01% eran isleños del Pacífico, el 0.99% eran de otras razas y el 1.8% pertenecían a dos o más razas. Del total de la población el 3.35% eran hispanos o latinos de cualquier raza.